# Defkhan

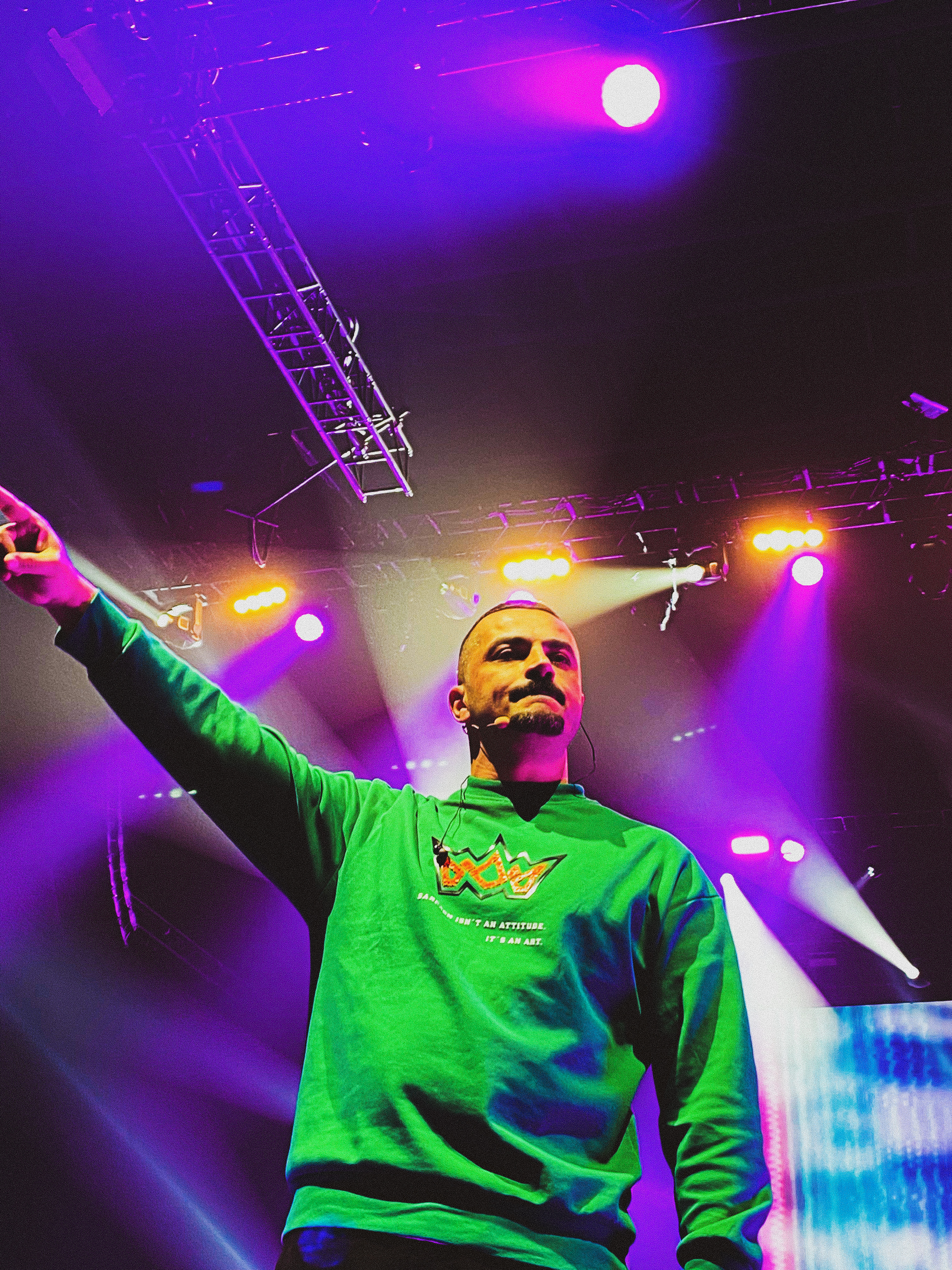
Defkhan (21. Januar 2023) Volkswagen Arena Istanbul

Defkhan (* 24. September 1982 in Amsterdam, Niederlande; bürgerlich Mustafa Hakan Dursun) ist ein deutsch-türkischer Rapper. Andere bekannte Pseudonyme sind: Defkan aka defeasy oder Ailenizin Sanatçısı En Sevdiğiniz MC auf Deutsch: „Der Künstler Ihrer Familie Ihr Lieblings MC“.

## Leben und Karriere
Dursun wurde am 24. September 1982 in den Niederlanden als Sohn einer türkischen Familie geboren, kehrte mit seiner Familie in die Türkei zurück. Dort besuchte er die Grundschule und zog mit seiner Familie nach Deutschland. 1998 stieg er mit seinem Interesse am Breakdance auch in das Rap-Musikleben ein. Er gründete 2003 die Gruppe „MissionUppercut“.
Sein erstes Album namens AllElementz veröffentlichte er 2007. Er hatte es zuvor auf Deutsch gesungen, wechselte aber später auf Türkisch. Bekannt wurde er 2011 mit seinem Album Hayatım Bir Battle.
Im Jahr 2019 nahm er am Susamam-Projekt des türkischen Rappers Şanışer teil. Zudem machte er Duette mit Rappern wie Sagopa Kajmer, Eko Fresh, Massaka oder Şehinşah. Mit Sagopa Kajmer veröffentlichte er den Song Onlarla Konuşuyorum. Er trat in der 2. und 3. Version von Massakas Katliam auf.
Mit dem bekannten Pop-Sänger Mustafa Sandal entstand ebenfalls eine Kollaboration.
Am 21. Januar 2023 trat er in der Volkswagen Arena in Istanbul auf. Im Jahr 2024 spielte er den Song SixtyFour in den Red Bull 64 Bars.

## Diskografie

### Alben
- 2007: AllElementz
- 2011: Hayatım Bir Battle
- 2014: Tam Kanak
- 2019: Beşdokuz
- 2020: Uppercut
- 2020: Rap 7

### Singles (Auswahl)
| - 2009: Wissen Sie - 2018: Katliam 2 (mit Massaka und weiteren) - 2018: Zamana Yenik (feat. Esra) - 2018: Mat (feat. Rota) - 2019: Katliam 3 (mit Massaka und weiteren) - 2019: Susamam (u. a. mit Şanışer, Fuat & Deniz Tekin) - 2019: Sonuna Kadar (feat. Melo) - 2020: Benzeri Yok 3 (feat. Sir-Dav) - 2020: Yangın (feat. Esra) - 2020: Yağ Yağmur (feat. Melo) - 2020: Zirve (mit Rota, Canbay & Wolker, Velet & Cato) - 2020: Alamanya - 2020: Yanında (mit Mustafa Sandal & Melis Fis) - 2020: Biyolojik Beyin (feat. Velet & 6iant) - 2020: Mermi Stilo (feat. Mirac) - 2020: Kalash (feat. Sir-Dav) | - 2021: Ruh (feat. Rota) - 2021: Yanılma (feat. Velet & 6iant) - 2021: Parazit - 2021: İlerliyorum (feat. Odry G & Zaman) - 2022: High Level (feat. Sir-Dav & Zmn) - 2022: Dünya (feat. Rise) - 2022: No Risk No Fun (feat. Şehinşah) - 2022: Kimsesiz Liman (feat. Çağan Şengül) - 2022: Onlarla Konuşuyorum (feat. Sagopa Kajmer) - 2023: Öte Yol Yok (feat. Velet) - 2023: Kapak Olsun (feat. Nellie & Fredo) - 2023: Turuncu Mavi - 2023: Kalpten (feat. Rota) - 2024: Roketle - 2024: SixtyFour (feat. Da Poet) - 2024: Olmaz Dediler (feat. Resul Aydemir) |